# Deutscher Soldatenfriedhof Wervicq-Sud
Het Deutscher Soldatenfriedhof Wervicq-Sud is een militaire begraafplaats in de Franse gemeente Wervicq-Sud. Er rusten 2.498 Duitse soldaten die sneuvelden in de Eerste Wereldoorlog. De begraafplaats ligt anderhalve kilometer ten zuidwesten van het dorpscentrum. De begraafplaats heeft een rechthoekig grondplan. Kruisjes duiden er de graven aan, met uitzondering van 13 joodse graven. Daarnaast worden 60 groepsgraven aangeduid met een platte grafsteen. Het is een begraafplaats van de Volksbund Deutsche Kriegsgräberfürsorge.
Wervik lag tijdens de oorlog nabij het Westfront. Veel Duitse soldaten sneuvelden vlakbij in België aan de Ieperboog en in het Heuvelland. Fransen begonnen na de oorlog in 1921 met de aanleg van de begraafplaats. Men bracht er de gesneuvelden over die tijdens de oorlog waren bijgezet in het parkdomein Dalle-Dumont in het centrum van Wervicq-Sud, aangevuld met doden uit de omliggende gemeenten. Ook op het eind van de jaren 50 werden verschillende graven uit talrijke andere begraafplaatsen naar Wervik overgebracht.